# Dirichletverdeling

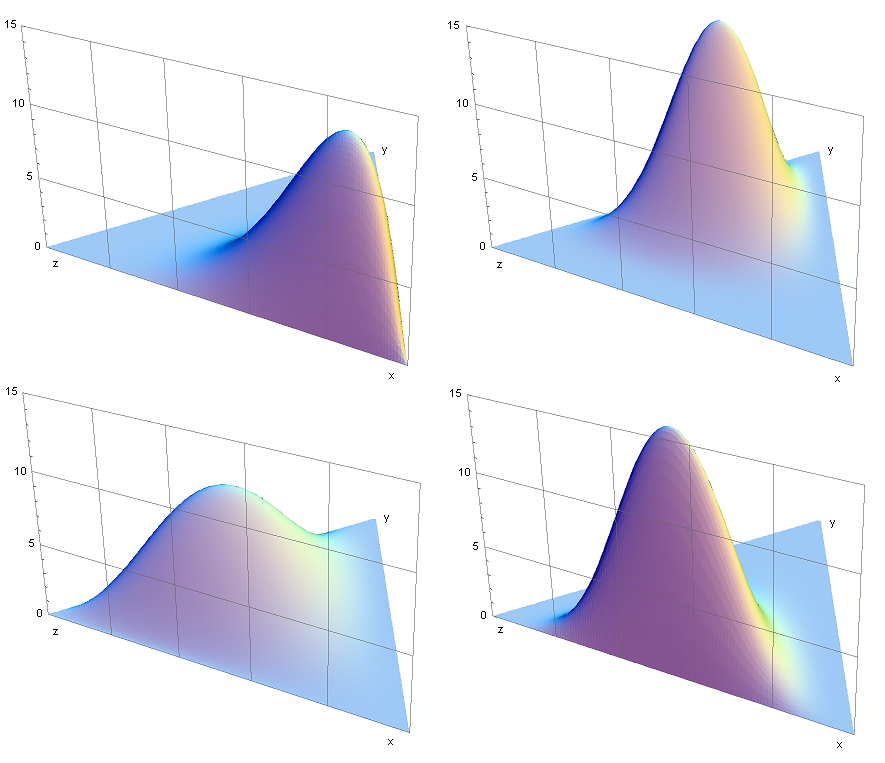
Dirichletverdelingen met en verschillende vectoren van parameters ; met de klok mee: en.

De dirichletverdelingen, genoemd naar Johann Dirichlet, vormen een familie van continue multivariate kansverdelingen die een generalisatie zijn van de bètaverdeling en de geconjugeerde a-prioriverdelingen van de multinomiale verdeling in de bayesiaanse statistiek.  Een dirichletverdeling is de verdeling van de kansen op een aantal disjuncte gebeurtenissen als deze gebeurtenissen een gegeven aantal keren zijn opgetreden.

## Illustratie
De multinomiale verdeling geeft voor {\displaystyle k} disjuncte gebeurtenissen de kans dat in {\displaystyle n} experimenten deze gebeurtenissen een gegeven aantal keren {\displaystyle x_{1},\ldots ,x_{k}} voorkomen, als zij optreden met voorgeschreven kansen {\displaystyle p_{1},\ldots ,p_{k}}, waarvoor {\displaystyle p_{1}+\ldots +p_{k}=1}. De dirichletverdeling geeft, omgekeerd, bij gevonden aantallen {\displaystyle \alpha _{1}=x_{1},\ldots ,\alpha _{k}=x_{k}} de verdeling van de kansen {\displaystyle p_{1},\ldots ,p_{k}}.
In bijvoorbeeld 20 worpen met een eerlijke dobbelsteen geeft de multinomiale verdeling onder andere de kans dat de ogenaantallen 1 tot en met 6 respectievelijk 3, 6, 0, 5, 4 en 2 keer voorkomen. De dirichletverdeling van de orde 6 en met de genoemde aantallen als parameters, geeft dan aan hoe "waarschijnlijk" het bijvoorbeeld is dat de dobbelsteen zuiver is; preciezer, wat de kansdichtheid is voor mogelijke waarden van de parameters  {\displaystyle p_{1},\ldots ,p_{6}}.

## Kansdichtheid
De kansdichtheid van de dirichletverdeling van de orde {\displaystyle k\geq 2} met parameters {\displaystyle \alpha _{1},\ldots ,\alpha _{k}>0} wordt voor {\displaystyle p_{1},\ldots ,p_{k}\geq 0} met {\displaystyle p_{1}+\ldots +p_{k}=1} gegeven door:
{\displaystyle f(p_{1},\ldots ,p_{k};\alpha _{1},\ldots ,\alpha _{k})={\frac {1}{\mathrm {B} (\alpha _{1},\dots ,\alpha _{k})}}\prod _{i=1}^{k}p_{i}^{\alpha _{i}-1}}
De normeringsconstante is de multinomiale bètafunctie, die uitgedrukt kan worden in gammafuncties:
{\displaystyle \mathrm {B} (\alpha _{1},\ldots ,\alpha _{k})={\frac {\prod _{i=1}^{k}\Gamma (\alpha _{i})}{\Gamma {\bigl (}\sum _{i=1}^{k}\alpha _{i}{\bigr )}}}}

### Momenten
Laat {\displaystyle X=(X_{1},\ldots ,X_{k})} een dirichletverdeling van orde {\displaystyle k} hebben met parameters {\displaystyle \alpha _{1},\ldots ,\alpha _{k}}. Noem
{\displaystyle \alpha _{0}=\sum _{i=1}^{k}\alpha _{i}}
Dan zijn
{\displaystyle \mathrm {E} (X_{i})={\frac {\alpha _{i}}{\alpha _{0}}}}
en
{\displaystyle \mathrm {var} (X_{i})={\frac {\alpha _{i}(\alpha _{0}-\alpha _{i})}{\alpha _{0}^{2}(\alpha _{0}+1}}={\frac {1}{\alpha _{0}+1}}{\frac {\alpha _{i}}{\alpha _{0}}}\left(1-{\frac {\alpha _{i}}{\alpha _{0}}}\right)}
Verder is voor {\displaystyle i\neq j}
{\displaystyle \mathrm {cov} (X_{i},X_{j})={\frac {-\alpha _{i}\alpha _{j}}{\alpha _{0}^{2}(\alpha _{0}+1)}}=-{\frac {1}{\alpha _{0}+1}}{\frac {\alpha _{i}}{\alpha _{0}}}{\frac {\alpha _{j}}{\alpha _{0}}}}
De zo gedefinieerde covariantiematrix is singulier.